# Skeggi Böðólfsson
Skeggi Böðólfsson (Bodholfsson) fue un caudillo vikingo y uno de los primeros colonos en Norður-Þingeyjarsýsla, Islandia en el siglo IX. Era hijo de Böðólfur Grímsson, bóndi de Tjörnes y de su primera esposa Þórunn Þórólfsdóttir.
Skeggi viajaba con sus padres desde Noruega que buscaban fundar un asentamiento, pero su barco naufragó en Tjörnes. Otro de los nuevos colonos que viajaban con ellos llamado Máni, pese a las calamidades decidió arriesgarse para llegar hasta Skjálfandafljót. 
Skeggi construyó su hacienda en Garður, Kelduhverfi. Su esposa era Helga Þorgeirsdóttir, hija de Þorgeir Þórðarson. Su hijo Sigurður, según Landnámabók, tuvo la mayor flota de knarrs de Sogn para intercambio comercial entre los asentamientos islandeses y Miklagard (Constantinopla), donde vivió durante un tiempo.
Skeggi Böðólfsson también aparece como personaje en la saga de Grettir.